# جون ويرث
جون ويرث (بالإنجليزية: John Wirth)‏ هو مؤرخ أمريكي، ولد في 1936، وتوفي في 2002.